# Samuel Hall
Samuel Wesley Hall, noto anche come Sam Hall (Dayton, 10 marzo 1937 – 11 agosto 2014), è stato un tuffatore e politico statunitense.

## Biografia
È figlio di Dave Hall, che fu sindaco di Dayton, eletto nel Partito Repubblicano. Ha due fratelli Mike Hall e Tony Hall, quest'ultimo è stato membro della Camera dei rappresentanti del Partito Democratico per lo stato dell'Ohio dal 1979 al 2002, nonché ambasciatore presso alcune organizzazioni internazionali.
Ha rappresentato la nazionale degli Stati Uniti ai Giochi olimpici estivi di Roma 1960, vincendo una medaglia d'argento nel concorso dei tuffi dal trampolino 3 metri.
Nel 1965 è stato eletto alla Camera dei rappresentanti dello Stato federato dell'Ohio.

## Palmarès
- Giochi olimpici

Roma 1960: argento nel trampolino;
- Giochi panamericani

Chicago 1959: argento nel trampolino